# Sanjeev Kumar
Sanjeev Kumar, nato Harihar Jethalal Jariwala (Surat, 28 luglio 1938 – Mumbai, 6 novembre 1985), è stato un attore indiano.
Ha vinto due National Film Awards come "miglior attore" (1971 e 1973) e tre Filmfare Awards, di cui due come "miglior attore" (1976 e 1977) e uno come "miglior attore non protagonista" (1969).

## Filmografia parziale
- Hum Hindustani, regia di Ram Mukherjee (1960)
- Alibaba Aur 40 Chor, regia di Homi Wadia (1966)
- Sunghursh, regia di Harnam Singh Rawail (1968)
- Raja Aur Runk, regia di Kotayya Pratyagatma (1968)
- Shikar, regia di Atma Ram (1968)
- Dastak, regia di Rajinder Singh Bedi (1970)
- Khilona, regia di Chander Vohra (1970)
- Koshish, regia di Gulzar (1972)
- Manchali, regia di Raja Nawathe (1973)
- Naya Din Nai Raat, regia di A. Bhimsingh (1974)
- Sholay, regia di Ramesh Sippy (1975)
- Mausam, regia di Gulzar (1975)
- Aandhi, regia di Gulzar (1975)
- Uljhan, regia di Raghunath Jhalani (1975)
- Zindagi, regia di Ravi Tandon (1976)
- Arjun Pandit, regia di Hrishikesh Mukherjee (1976)
- I giocatori di scacchi (Shatranj Ke Khilari), regia di Satyajit Ray (1977)
- Yehi Hai Zindagi, regia di K. S. Sethumadhavan (1977)
- Trishul, regia di Yash Chopra (1978)
- Devata, regia di S. Ramanathan (1978)
- Pati Patni Aur Woh, regia di B. R. Chopra (1978)
- Trishna, regia di Anil Ganguly (1978)
- Takkar, regia di K. Bapaiah (1980)
- Biwi-O-Biwi, regia di Rahul Rawail (1981)
- Vidhaata, regia di Subhash Ghai (1982)
- Angoor, regia di Gulzar (1982)
- Hero, regia di Subhash Ghai (1983)
- Ram Tere Kitne Nam, regia di P. Madhavan (1985)
- Qatl, regia di R.K. Nayyar (1986)
- Love and God, regia di K. Asif (1986)
- Professor Ki Padosan, regia di Shantilal Soni (1993)